# AE Paphos

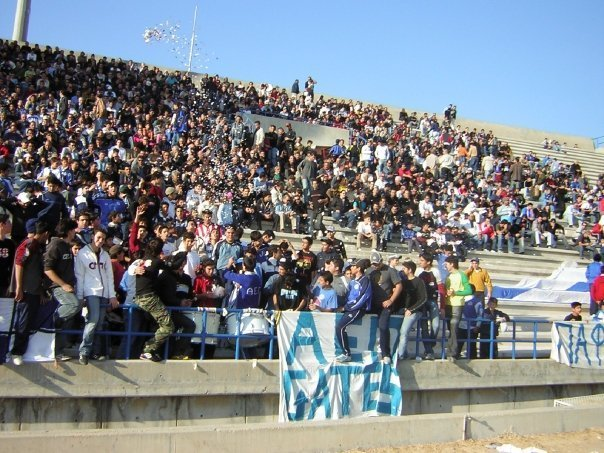
Fans des AE Paphos

Der AE Paphos war ein zyprischer Fußballverein aus der Stadt Paphos. Er entstand im Jahr 2000 aus der Fusion der beiden Klubs der Stadt, APOP und Evagoras. Die Fusion wurde aus wirtschaftlichen Gesichtspunkten vollzogen, da es beiden Vereinen finanziell schlecht ging. 2014 fusionierte er mit AEK Kouklia zum Verein Paphos FC.

## Geschichte
Der Verein wurde im Jahr 2000 aus den beiden lokalen Fußballklubs APOP und Evagoras gebildet. Neben den wirtschaftlichen Gründen war auch ausschlaggebend, dass in Paphos kein dauernder Verein in der ersten Liga vertreten war und dass die Fans das Bedürfnis hatten, dauernd Erstligafußball zu sehen. Die beiden Ursprungsvereine waren sogenannte „Fahrstuhlmannschaften“, das heißt, sie spielten manchmal in der obersten Liga, manchmal in der zweiten. Zum Zeitpunkt der Fusion spielte APOP in der ersten, Evagoras in der zweiten zyprischen Liga.
Der neue Verein spielte bis 2005 in der ersten Liga, stieg dann aber ab. Im Jahr in der zweiten Division gelang dem neuen Verein aber sein bisher größter Erfolg, indem sie das Halbfinale des zyprischen Cups erreichten (dies gelang APOP zwei Mal). Die Halbfinalspiele gegen AEK Larnaka gingen 1:1 und 0:0 aus, womit sie ausschieden. Im selben Jahr gewannen sie die zweite Division, stiegen auf, aber nach einer schlechten Saison wieder ab. Mit dem Gewinn der Meisterschaft 2008 gelang ihnen der Wiederaufstieg, aber die Hoffnungen, einen Verein permanent in der ersten Liga zu haben, erfüllte auch der neue Verein nicht. Die Saison 2009/10 beendete man auf dem 10. Platz.
Vier Jahre nach dem letzten Aufstieg, gelang in der Saison 2011/12 wieder einmal der Sprung in die erste Liga. Die Hoffnungen nach der Saison 2012/13 weiterhin erstklassig zu spielen, waren jedoch nicht besonders groß. Nachdem dem Verein aufgrund von finanziellen Schwierigkeiten mehrfach Punkte abgezogen wurden, entschloss man sich nach der Saison aus wirtschaftlichen Überlegungen mit dem ebenfalls aus der Region stammenden Verein AEK Kouklia zu fusionieren, um ein gemeinsames schlagkräftiges Team zu bilden. Der dabei entstandene Verein Paphos FC schaffte den Aufstieg in die First Division.

## Allgemeines
Die Heimspiele des Vereins fanden im Pafiako-Stadion statt, einem Mehrzweckstadion in Paphos. Es bietet 11.000 Zuschauern Platz und war 1992 der Austragungsort von drei Spielen der U-16-Europameisterschaften.
Neben der Fußballmannschaft unterhielt der Verein auch eine Nachwuchsakademie, die Kinder ab dem 12. Lebensjahr ausbildet.

## Klubfarben und Klubwappen
Die Klubfarben sind blau und weiß, Farben die bereits die Vorgängerklubs trugen. Das Wappen wurde aus den zwei Wappen der Ursprungsvereine gebildet. Es zeigt blaue Linien mit dem Bild von Evagoras Pallikaridis in einem Kreis in der Mitte. Er war ein Bewohner Paphos, der für die Unabhängigkeit Zyperns kämpfte und von der britischen Kolonialmacht hingerichtet wurde und der Namensgeber von Evagoras FC.

## Erfolge
- Meister der zyprischen zweiten Division: 2006, 2008

## Spieler
- Marco Förster (2002)